# 프레디 보비치
프레디 보비치(슬로베니아어: Fredi Bobič, 크로아티아어: Fredi Bobić, 독일어: Fredi Bobic, 1971년 10월 30일, 마리보르 ~ )는 은퇴한 독일의 축구 선수이다. 그는 최근까지 독일의 클럽인 헤르타 BSC의 스포르팅 디렉터였다.

## 클럽 경력
프레디 보비치는 오늘날 슬로베니아의 마리보르에서 슬로베니아인 아버지와 크로아티아인 어머니 사이에서 태어났다. 그는 유년 시절에 그의 부모님과 독일로 이주하여 디칭겐에 정착하였다. 독일 정착 이후, 그는 VfR 바트 칸슈타트에서 축구를 시작하였으나, 짧은 시일 내에 VfB 슈투트가르트로 이적하였다. 슈투트가르트에서 활약하면서, 그는 독일 시민권을 획득하였다. 보비치는 1990년 중반에 분데스리가의 VfB 슈투트가르트에서 정점을 보냈다. 그는 첫 분데스리가 시즌 (1994-95 시즌), 처음으로 출전한 5경기에서 연속으로 골을 득점하였고, 그에 따라 몇번의 분데스리가 출장만을 하고도 독일 축구 국가대표팀에 승선하였다. 1996년, 그는 17골을 득점하여 분데스리가 득점왕이 되었다. 슈투트가르트에서 그는 공격 라인업에서 지오바니 에우베르와 함께 성공적인 라인업을 이루었고, 공격형 미드필더였던 크라시미르 발라코프와 더불어 "마법의 삼각형"을 이루었다. 슈투트가르트에서 4년을 보낸 후, 1999년에 보루시아 도르트문트로 이적하여, 1999-2000 시즌과 2000-01 시즌에 클럽 득점 1위를 기록하였다. 그러나, 얀 콜레르와 마르시우 아모호주의 영입으로 인해 그는 2001년 여름에 주전경쟁에서 밀려 2001-02 시즌의 전반기에 세경기 출장하는데 그쳤다. 이후, 그는 프리미어리그의 볼턴 원더러스 FC로 임대되어 성공적인 임대생활을 보냈다. 그는 팀의 주축 선수로 활약하여 볼턴을 프리미어리그에 잔류시켰다. 그는 입스위치 타운 FC와의 리복 스타디움 단두대 매치에서 해트트릭을 기록하여 4-1 승리를 견인하였고, 그에 따라 볼턴은 잔류에 성공하였고, 반대로 입스위치 타운은 강등되었다. 그는 애스턴 빌라 FC와의 경기에서 또다시 득점하여, 3-2 승리를 쟁취하였다. 그는 잉글랜드에서 복귀한 뒤, 새로 승격된 하노버 96에 이적하여 리그의 득점 순위 상위권에 이름을 올렸다. (27경기 14골) 2003년, 그는 헤르타 BSC 베를린으로 이적하여 2시즌을 활약하며, 54경기 출장 8득점을 기록하였다. 그는 크로아티아의 NK 리예카로 이적하여 2005-06 시즌의 종료와 함께 2006년 6월에 은퇴하였다.

## 국가대표팀 경력
그는 국가대표팀 경기에 37번 출장하여 7골을 득점하였고, UEFA 유로 1996의 우승 주역이었다. 그는 1998년부터 4년간 차출기회를 얻지 못하다 2002년에 다시 차출되었고, UEFA 유로 2004에도 출전하였다.

## 감독 경력
보비치는 불가리아의 PSFC 체르노모레츠 부르가스와 2009년 3월 25일 계약을 체결하고 단장이 되었고, 그는 전 팀동료였던 크라시미르 발라코프와 일하게 되었다.
2010년 7월 27일, 그는 VfB 슈투트가르트의 스포르팅 디렉터가 되었다. 2012년 1월 20일, 그는 2016년 6월까지 유효한 연장계약을 체결하였다.

## 경력 통계
| 클럽 경력 | 클럽 경력           | 클럽 경력                   | 리그 | 리그 | 컵   | 컵 | 리그컵 | 리그컵 | 클럽대항전 | 클럽대항전 | 합계 | 합계 |
| 시즌      | 클럽                | 리그                        | 출장 | 골   | 출장 | 골 | 출장   | 골     | 출장       | 골         | 출장 | 골   |
| --------- | ------------------- | --------------------------- | ---- | ---- | ---- | -- | ------ | ------ | ---------- | ---------- | ---- | ---- |
| 1990–91   | TSF 디칭겐          | 페어반츠리가 뷔르템베르크   | 28   | 13   | -    | -  | -      | -      | -          | -          | 28   | 13   |
| 1991–92   | TSF 디칭겐          | 오베르리가 바덴뷔르템베르크 | 34   | 19   | -    | -  | -      | -      | -          | -          | 34   | 19   |
| 1992–93   | 슈투트가르트 키커스 | 2 분데스리가                | 30   | 10   | 1    | 0  | -      | -      | -          | -          | 31   | 10   |
| 1993–94   | 슈투트가르트 키커스 | 2 분데스리가                | 32   | 16   | 1    | 0  | -      | -      | -          | -          | 33   | 16   |
| 1994–95   | VfB 슈투트가르트    | 분데스리가                  | 32   | 12   | 3    | 2  | -      | -      | -          | -          | 45   | 14   |
| 1995–96   | VfB 슈투트가르트    | 분데스리가                  | 26   | 17   | 1    | 1  | -      | -      | -          | -          | 27   | 18   |
| 1996–97   | VfB 슈투트가르트    | 분데스리가                  | 33   | 19   | 5    | 2  | -      | -      | -          | -          | 38   | 21   |
| 1997–98   | VfB 슈투트가르트    | 분데스리가                  | 29   | 13   | 5    | 4  | 2      | 0      | 8          | 6          | 44   | 23   |
| 1998–99   | VfB 슈투트가르트    | 분데스리가                  | 28   | 8    | 3    | 0  | 3      | 1      | 4          | 3          | 40   | 12   |
| 1999–00   | 보루시아 도르트문트 | 분데스리가                  | 29   | 7    | 1    | 0  | 2      | 1      | 4          | 2          | 36   | 10   |
| 2000–01   | 보루시아 도르트문트 | 분데스리가                  | 24   | 10   | 1    | 0  | -      | -      | -          | -          | 25   | 10   |
| 2001–02   | 보루시아 도르트문트 | 분데스리가                  | 3    | 0    | 1    | 0  | 1      | 1      | 7          | 0          | 12   | 1    |
| 2001–02   | 볼턴 원더러스 FC    | 프리미어리그                | 15   | 4    | 0    | 0  | -      | -      | -          | -          | 15   | 4    |
| 2002–03   | 하노버 96           | 분데스리가                  | 27   | 14   | 0    | 0  | -      | -      | -          | -          | 27   | 14   |
| 2003–04   | 헤르타 BSC 베를린   | 분데스리가                  | 32   | 7    | 2    | 0  | 1      | 1      | 2          | 0          | 37   | 8    |
| 2004–05   | 헤르타 BSC 베를린   | 분데스리가                  | 22   | 1    | 2    | 0  | -      | -      | -          | -          | 24   | 1    |
| 2005–06   | NK 리예카           | 프르바 HNL                  | 8    | 2    |      |    |        |        |            |            | 8    | 2    |
| 합계      |                     |                             | 353  | 182  | 26   | 9  | 9      | 4      | 25         | 11         | 413  | 206  |

## 국가대표팀 득점 기록
| 골  | 날짜             | 경기장                          | 상대       | 점수 | 최종결과 | 대회                    |
| --- | ---------------- | ------------------------------- | ---------- | ---- | -------- | ----------------------- |
| 1.  | 1995년 8월 23일  | 보두앵 경기장, 브뤼셀           | 벨기에     | 2–1  | 2–1      | 친선경기                |
| 2.  | 1996년 10월 9일  | 흐라즈단 경기장, 예레반         | 아르메니아 | 4–0  | 5–1      | 1998년 FIFA 월드컵 예선 |
| 3.  | 2002년 11월 20일 | 아레나 아우프샬케, 겔젠키르헨   | 네덜란드   | 1–1  | 1–3      | 친선경기                |
| 4.  | 2003년 2월 12일  | 송 무아, 마요르카               | 스페인     | 1–1  | 1–3      | 친선경기                |
| 5.  | 2003년 6월 1일   | 폴크스바겐 아레나, 볼프스부르크 | 캐나다     | 3–1  | 4–1      | 친선경기                |
| 6.  | 2003년 6월 7일   | 햄던 파크, 글래스고             | 스코틀랜드 | 1–0  | 1–1      | UEFA 유로 2004 예선     |
| 7.  | 2003년 6월 11일  | 토르스푈루어, 토르스하운        | 페로 제도  | 2–0  | 2–0      | UEFA 유로 2004 예선     |
| 8.  | 2003년 9월 10일  | 베스트팔렌슈타디온, 도르트문트  | 스코틀랜드 | 1–0  | 2–1      | UEFA 유로 2004 예선     |
| 9.  | 2003년 10월 11일 | 폴크스파르크슈타디온, 함부르크  | 아이슬란드 | 2–0  | 3–0      | UEFA 유로 2004 예선     |
| 10. | 2004년 5월 27일  | 드라이잠슈타디온, 프라이부르크  | 몰타       | 7–0  | 7–0      | 친선경기                |

## 수상

### 클럽
VfB 슈투트가르트
- DFB-포칼: 1996-97
- UEFA 컵 위너스컵 준우승: 1997-98

NK 리예카
- 크로아티아 컵: 2005-06

### 국가대표팀
- UEFA 유럽 축구 선수권 대회: 1996